# Oengus

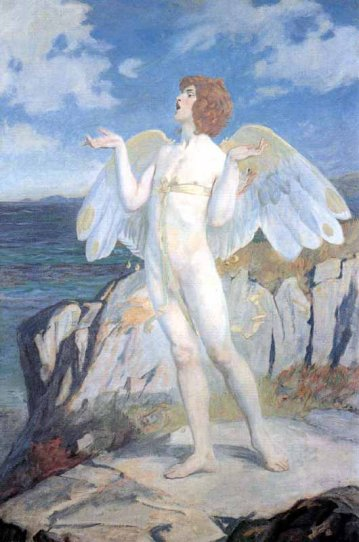
Illustration de la période victorienne représentant Oengus doté d'ailes de cygne

Dans la mythologie celtique irlandaise, Óengus (ou Aengus, ou Mac Óc), /'oi:nγus/, est une divinité solaire, fils du dieu céleste Dagda. Son nom signifie « choix unique » et Mac Óc, « fils jeune ».
Óengus est l’un des fils d'Áed Dagda. Son nom conserve la désignation indo-européenne du « fluide vital » *H2eyu- de laquelle est issu le nom du « jeune » (*yu-H1én-, d’où Gl. iouinc-, Ga. ieuianc, Br. yaouank, apparenté à grec aiôn, latin aevum, sanskrit védique āyu-). Mac Óc est parallèle pour son premier élément à Bt. Mabon, Gl. Maponos le Fils par excellence. Ses deux frères Áed « Feu » et Cermat Milbél « Bouche-de-Miel » sont deux auxiliaires rituels d'Áed Dagda "Feu dieu-Bon".

## Mythologie

### Naissance et aspect
Óengus est le fils naturel de Dagda, « le dieu bon », et de Boand, « la donneuse de vaches » (un surnom de l’Aurore-rivière celeste). Le récit intitulé La Courtise d'Etain raconte la naissance du jeune dieu. Il a été procréé et il est né le même jour. Le Dagda avait dupé l’époux de Boand, Elcmar pour enlever celle-ci. Dagda « l’envoya à de longues errances de sorte que neuf mois s'écoulèrent comme s'ils fussent un jour, car il avait dit qu'il reviendrait entre le jour et la nuit. » Selon Françoise Le Roux, Oengus est ainsi « le fils de la clarté primordiale et du dieu céleste » et Philippe Jouët voit dans ce récit un épisode de la religion de l'Année et de la cosmologie indo-européennes.
Selon la coutume du fosterage, Óengus est élevé par Midir, un frère de son père. Il a une fille nommée Curcog.
On le décrit d’une grande beauté, toujours accompagné de quatre oiseaux. Dans son sommeil, il s’éprend de Caer Ibormaith, dont le père, Ethal, refuse de lui donner la main. Óengus le contraint à lui dire où elle se cache, il la découvre nageant sur un lac, sous l’aspect d’un cygne au milieu de cent cinquante volatiles. Le jour de Samain, il se transforme lui aussi et va chercher la jeune fille. Il est le père adoptif de Diarmuid Ua Duibhne. En tant que divinité solaire, il est comparable à l'Apollon hyperboréen de la mythologie grecque.

### Renouvellement du temps
Il s’empare par ruse de la demeure de son père, le Brug na Boinne : il en demande la propriété symbolique pour un jour et une nuit. Mais dans le domaine celtique, un jour et une nuit représentent l’éternité, il en devient donc le propriétaire attitré. Le temps et l’éternité sont sous sa responsabilité.
La Courtise d'Etain rapporte un autre triomphe d'Óengus dans le Sidh souterrain, l’Autre Monde de la mythologie celtique, à l’insu d’Elcmar souverain nocturne. Ce dernier lui cède la royauté également pour un jour et une nuit, donc pour l’éternité.

## Textes mythologiques
- Tochmarc Étaíne (La Courtise d'Etain)
- Aisling Óenguso (Le Rêve d'Oengus)
- Toruigheacht Dhiarmada Agus Ghráinne (La Poursuite de Diarmuid et Gráinne)

## Compléments